# نبيل نعيم
نبيل نعيم عبد الفتاح (مواليد 1956) هو مؤسس حزب الجهاد الديمقراطي ومساهم في جريدة «الشرق الأوسط». كما كان قائدًا لحركة الجهاد الإسلامي المصرية من عام 1988 حتى عام 1992.
اعتقلته مصر عام 1991 ولم يطلق سراحه حتى الثورة المصرية عام 2011. كتب هو وإسماعيل نصر وثيقة أعلنا فيها تخليهما عن العنف تجاه الدولة، لم تحظ الوثيقة بتأييد كبير، ويرجع ذلك جزئيًا إلى عدم أهليته اللاهوتية. كانت تنقيحات سيد إمام الشريف مقبولة على نطاق واسع بين أعضاء الجهاد الإسلامي المصري.

## انتقاده للإخوان المسلمين
دعم الاحتجاجات التي بدأتها حركة تمرد والتي أدت إلى الانقلاب المصري عام 2013. صرح نعيم في مقابلة أنه يجب إسقاط الإخوان المسلمين من قبل الجيش. كما ذكر أن الإخوان المسلمين «استخدموا الإسلام كأداة للقمع». في انتقاداته التي أدلى بها في مايو 2013، وصف الإخوان بأنهم «منظمة دكتاتورية». وفي مؤتمر صحفي عقدته جمعية ضحايا نظام الإخوان المسلمين في 28 سبتمبر، وصف نعيم محمد مرسي بـ «الخائن».